# Adrian von Fölkersam
Adrian Freiherr von Fölkersam (tên tiếng Nga: Адриан Арминович Фёлькерзам, Adrian Arminovich Fyolkerzam; 20 tháng 12 năm 1914 - 21 tháng 1 năm 1945) là một sĩ quan Brandenburger và Waffen-SS của Đức Quốc xã trong Thế chiến thứ hai.

## Nghề nghiệp
Fölkersam được sinh ra trong một gia đình quý tộc người Đức Baltic với truyền thống lâu đời phục vụ cho Đế quốc Nga. Gia tộc Fölkersam từng có Gustav Johann Georg von Fölkersahm là tướng lĩnh và Dmitry Gustavovich von Fölkersahm là đô đốc của Đế quốc Nga. Gia đình của Fölkersam đã trốn khỏi Nga sau Cách mạng Nga và định cư ở Latvia. Từ năm 1934, ông theo học đại học ở Munich, Königsberg và Vienna học kinh tế, tại thời điểm này, ông trở thành thành viên của đảng Quốc xã và SA. Fölkersam gia nhập Brandenburger vào tháng 5 năm 1940, thành lập một đơn vị đặc biệt bao gồm Volksdeutsche (dân tộc Đức) từ Nga. Đơn vị của ông đã hoạt động rộng rãi trong Chiến dịch Barbarossa.
Năm 1944, đơn vị của Fölkersam chuyển sang Waffen-SS và trở thành bộ phận chính của SS-Jagdverband Ost. Đơn vị này hoạt động ở Mặt trận phía Đông và tham gia vụ bắt cóc Miklós Horthy nhỏ và gây sức ép với cha anh ta, nhiếp chính Hungary Miklós Horthy trong Chiến dịch Panzerfaust. Trong trận chiến Bulge, Fölkersam đã tham gia Chiến dịch Greif và phối hợp chặt chẽ với Otto Skorzeny. Vào tháng 1 năm 1945, sau khi được đưa sang Mặt trận phía Đông, ông đã chiến đấu chống lại Hồng quân ở miền trung Ba Lan. Adrian von Fölkersam bị giết trong hành động vào ngày 21 tháng 1 năm 1945 gần Inowrocław, Ba Lan. Vào thời điểm tử trận, ông là một SS-Hauptsturmführer (tương đương Đại úy), và là chỉ huy của SS-Jagdverband Ost.

## Giải thưởng
- Thập tự Sắt (1939) Hạng 2 và 1
- Chữ thập Hiệp sĩ vào ngày 14 tháng 9 năm 1942 với tư cách là Leutnant der Reserve và người phụ tá trong Stab of the I./Lehr-Regiment zb V. 800 "Brandenburg" [4]